# Mercedes-Benz L 337
 (septembre 2023).
Le Mercedes-Benz L 337 est un camion Mercedes-Benz que Daimler-Benz AG a présenté au public en mars 1959. Un successeur techniquement similaire, le L 338, est apparu dès 1961. Extérieurement, le L 337 ressemble beaucoup au L 322, mais il s’en distingue (dans la version à capot court) par le fait qu’il possède un capot plus long de 300 mm. Le camion a été fabriqué en différentes versions à l’usine de Gaggenau : il était disponible sous forme de châssis, de benne basculante et de camion à plateau dans une conception dite à capot court; Il s’agissait à l’époque du camion à capot court le plus lourd de la marque Mercedes-Benz. Le véhicule était également disponible avec une cabine sur moteur sous le nom de LP 337.
Le L 337 a été créé en raison des lois de Seebohm, qui exigeaient que les camions aient une puissance moteur minimale de 6 ch/t et qui limitaient la masse utile et les dimensions des camions. Le L 337 a une charge utile d’environ 7,2 t, une masse totale maximale autorisée de 12 t et peut également tracter une remorque de 12 t. Un changement de loi en 1960 rend le L 337 vétuste, ce qui explique sa courte période de construction.

## Aperçu des modèles

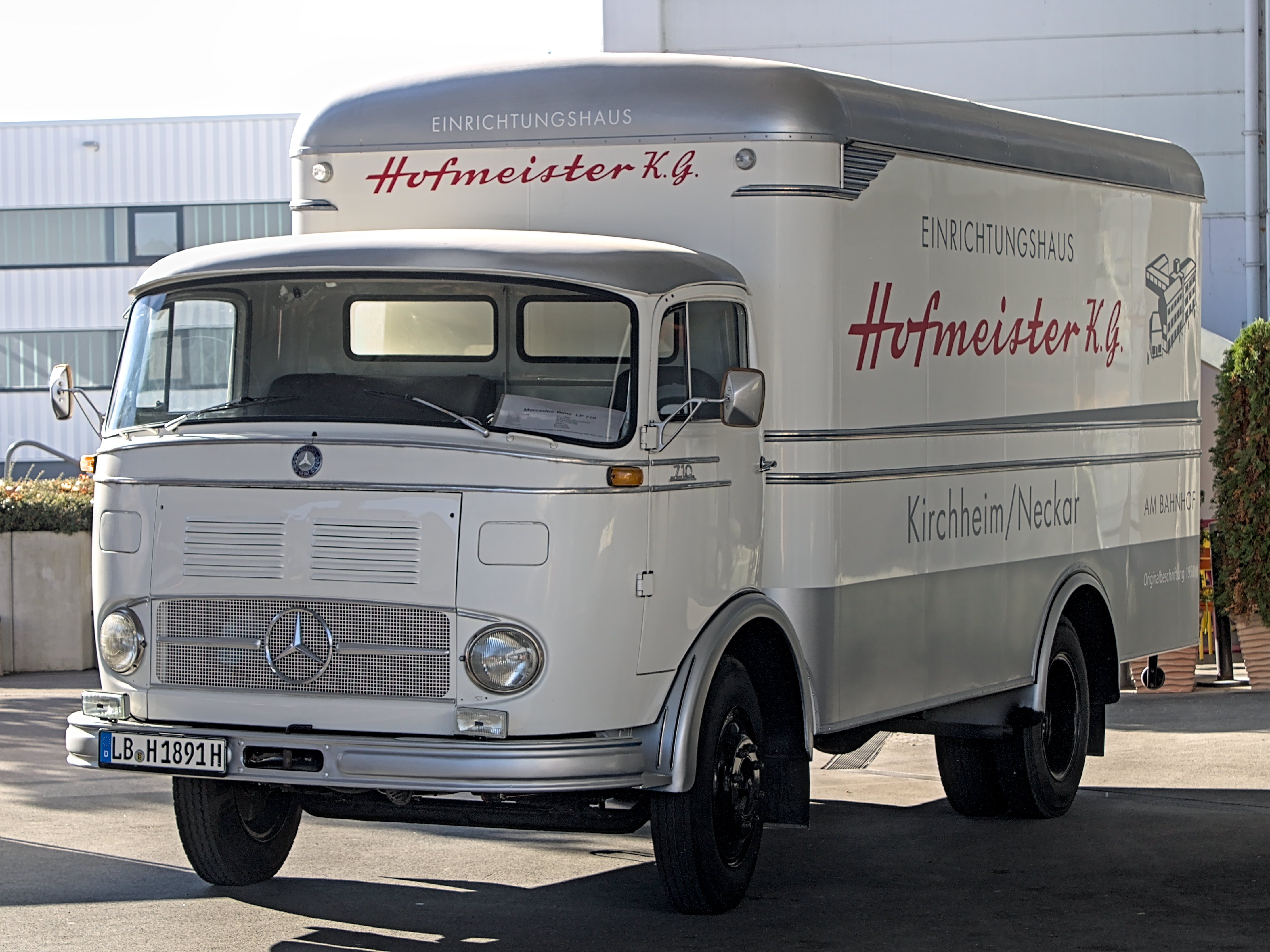
Un camion de type LP 710 visuellement similaire au LP 337 et doté de la même cabine de conduite, mais techniquement différent du LP 337

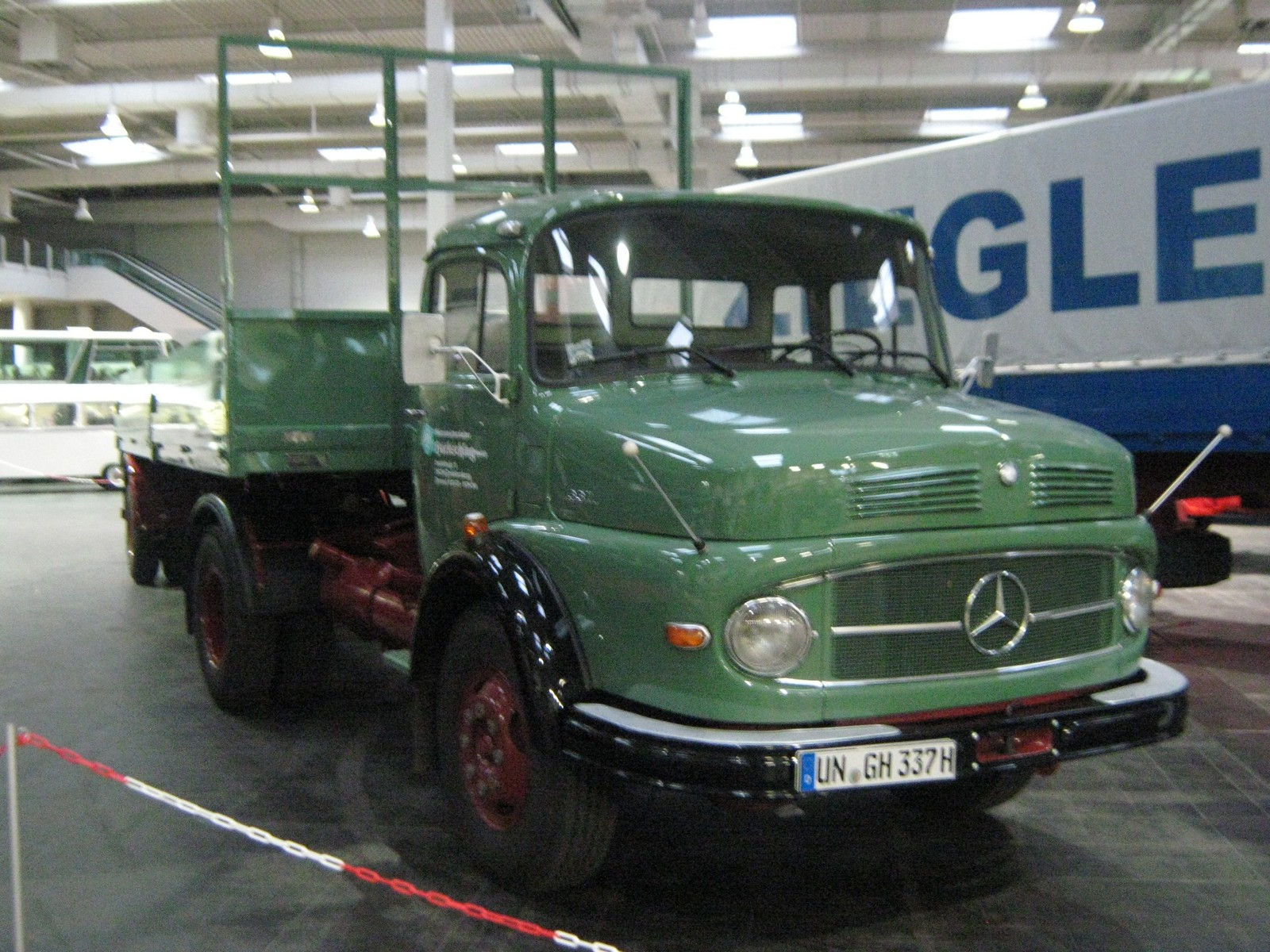
Tracteur routier LS 337

- L 337 : modèle de base en châssis ou avec plateforme[4]
- LK 337 : avec benne basculante[4]
- LP 337 : avec cabine sur moteur[5]
- LS 337 : tracteur
- LPS 337 : tracteur avec cabine sur moteur

## Brève description
Le L 337 est un camion à deux essieux avec un poids total autorisé en charge de 12 t et une propulsion arrière, qui est construit sur un châssis en échelle avec des longerons à profil en U. Il y avait initialement trois empattements disponibles (3 700 mm, 4 200 mm et 4 400 mm), à partir de 1960, il y avait également un empattement de 5 000 mm d’usine. Il y avait initialement une cabine de conduite standard, une cabine longue à capot court et une cabine courte sur moteur de Daimler-Benz AG; à partir de 1960, il existait également une cabine longue sur moteur (rallongée dans la partie arrière).
Le véhicule est équipé d’essieux rigides à ressorts à lames à l’avant et à l’arrière; l’essieu avant est un premier essieu coudé. L’essieu arrière moteur est conçu comme un essieu hypoïde-planétaire combiné : cela signifie qu’il dispose d’un entraînement hypoïde classique, courant sur les camions routiers, ce qui rend normalement superflu l’utilisation de réducteurs planétaires supplémentaires à des fins de réduction - néanmoins, un engrenage planétaire à deux étages est installé, qui est commuté à l’air comprimé. Cette conception a permis d’installer la transmission à griffes G 32 de Daimler-Benz à cinq vitesses, qui était en fait mal répartie mais synchronisée. En conséquence, le camion a 5 x 2 = 10 niveaux de vitesse possibles en marche avant. Le couple d’entraînement est transféré du moteur à la transmission via un embrayage à sec monodisque Fichtel & Sachs GF 50 KR BH.
Le L 337 est propulsé par un moteur Diesel six cylindres en ligne à aspiration naturelle d’une cylindrée de 10,8 litres, l’OM 326IV de Mercedes-Benz. Ce moteur est refroidi par eau, dispose d’une injection par préchambre et produit 172 ch (127 kW).

## Production L 337
| Année  | 1958 | 1959 | 1960 | total |
| ------ | ---- | ---- | ---- | ----- |
| L 337  | 2    | 1000 | 1349 | 2351  |
| LP 337 | 2    | 396  | 628  | 1026  |